# 71 Puppis
71 Puppis (I Puppis) é uma estrela na direção da Puppis. Possui uma ascensão reta de 07h 12m 33.74s e uma declinação de −46° 45′ 34.4″. Sua magnitude aparente é igual a 4.49. Considerando sua distância de 69 anos-luz em relação à Terra, sua magnitude absoluta é igual a 2.86. Pertence à classe espectral F0IV. É uma estrela variável Gamma Doradus.